# Centroclisis lanosa
Centroclisis lanosa is een insect uit de familie van de mierenleeuwen (Myrmeleontidae), die tot de orde netvleugeligen (Neuroptera) behoort. 
Centroclisis lanosa is voor het eerst wetenschappelijk beschreven door Navás in 1909.